# Lucapinella henseli
Lucapinella henseli is een slakkensoort uit de familie van de Fissurellidae. De wetenschappelijke naam van de soort is voor het eerst geldig gepubliceerd in 1900 door Martens.